# Salomon Buber

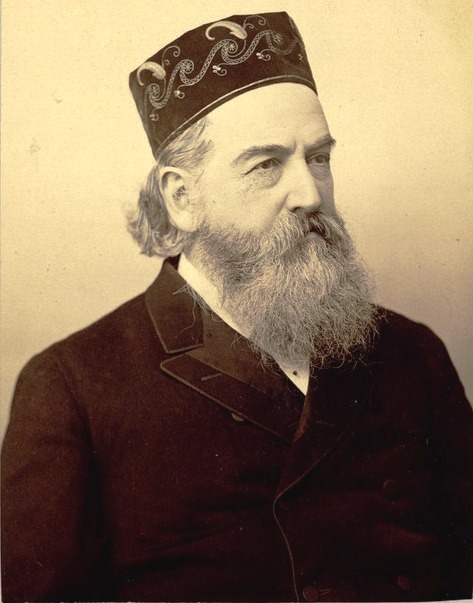
Solomon Buber, 1897

Salomon Buber, född 1827 och död 1906, var en judisk köpman, filantrop och hebreisk språkforskare.
Buber var köpman i Lemberg, han offrade mycket tid och kostnad på utgivandet av äldre hebreiska verk, i synnerhet kritiska upplagor av handskrivna midrash, av vilka flera utkom med inledning och kommentar av Buber 1868-1902.
Salomon Buber var farfar till Martin Buber.